# Zu Lijun
Zu Lijun (em chinês:  祖立军; Zibo, 26 de novembro de 1989) é um maratonista aquático chinês.

## Carreira

### Rio 2016
Zu competiu nos 10 km masculino nos Jogos Olímpicos de Verão de 2016 ficando na quarta colocação.